# Pardosa mercurialis
Pardosa mercurialis là một loài nhện trong họ Lycosidae.
Loài này thuộc chi Pardosa. Pardosa mercurialis được M. E. Montgomery miêu tả năm 1904.